# Abejuela
Abejuela là một đô thị trong tỉnh Teruel, Aragon, Tây Ban Nha. Theo điều tra dân số 2018 (INE), đô thị này có dân số là 49 người. It is the southernmost town in Aragon.